# Scotopteryx nigrifasciaria
Scotopteryx nigrifasciaria là một loài bướm đêm trong họ Geometridae.